# Лампа Дендеры
Ла́мпа Денде́ры, иногда называемая Светом Дендеры — фрагменты барельефов египетского храма Хатхор города Дендера. Получили своё название за внешнюю схожесть с газоразрядными светильниками, например электронной трубкой Крукса.

## Место нахождения барельефов
Барельефы являются частью настенных изображений храма богини Млечного Пути и неба, любви, женственности, красоты, веселья и танцев — Хатхор, египетского города Дендера. Располагаются в дальней левой комнате почти под потолком и в тесных помещениях ниже уровня пола храма, доступ куда затруднён.

## Мнение египтологов
По мнению специалистов, барельефы города Дендера изображают символ надёжности джед (хребет бога Осириса) и змею, рождающуюся из цветка лотоса (лат. Nymphaea caerulea), что является типичным набором символических изображений египетской мифологии. Змея, возникающая из лотоса, означает изобилие, связанное с ежегодным разливом Нила.
Связь барельефов с египетской мифологией следует также из текстов, их окружающих. Перевод, осуществлённый Вольфгангом Вайткусом (нем. Wolfgang Waitkus), говорит о посвящении этих изображений ряду праздников и божествам, например Тоту или Айхи.

## Альтернативное представление
В отличие от доминирующего мнения египтологов, существует версия, согласно которой на барельефе показан древний электрический осветительный прибор. Идея базируется на внешней схожести изображения с подобными современными устройствами, например трубками Гейслера или Крукса.

### Критика альтернативного представления
Утверждение невозможности существования газоразрядных светильников в Древнем Египте основано на отсутствии там необходимых технологий, в частности:
- стеклодувного производства,
- вакуумных насосов,
- производства токопроводящих и изолирующих материалов,
- источников тока высокого напряжения.